# Stepping Out
Stepping Out é um filme mudo do gênero drama produzido nos Estados Unidos, dirigido por Fred Niblo e lançado em 1919. Talvez seja um filme perdido.